# Gare d'Entzheim-Aéroport
La gare d'Entzheim-Aéroport est située sur sur les territoires des communes d'Entzheim et de Holtzheim dans la circonscription administrative du Bas-Rhin et, depuis le 1er janvier 2021, dans le territoire de la Collectivité européenne d'Alsace, en région Grand Est. Ces communes se trouvent dans la région historique et culturelle d'Alsace.
La gare d'Entzheim-Aéroport, usuellement appelée gare d'Entzheim, est une gare ferroviaire française de la ligne de Strasbourg-Ville à Saint-Dié. Seuls les derniers mètres des quais (en leur côté est) sont situés sur le ban communal de Holtzheim, d'après les cartes d'OpenStreetMap, à proximité de l'aéroport de Strasbourg-Entzheim qu’elle dessert.
Ouverte en 2008, elle remplace l'ancienne gare d'Entzheim qui fut mise en service en 1864 par la Compagnie des chemins de fer de l'Est.
C'est une halte de la Société nationale des chemins de fer français (SNCF), du réseau TER Grand Est, desservie par des trains express régionaux.

## Situation ferroviaire
Établie à 153 mètres d'altitude, la gare d'Entzheim-Aéroport est située au point kilométrique 9,245 de la ligne de Strasbourg-Ville à Saint-Dié, entre les gares ouvertes de Lingolsheim (s'intercale celle fermée de Holtzheim) et de Duppigheim (s'intercale, au PK 9,630, l'ancienne gare d'Entzheim).

## Histoire

### Ancienne gare (1864 – 2008)

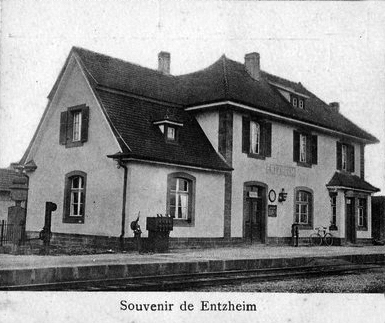
Le bâtiment voyageurs de l'ancienne gare d'Entzheim, vers 1920…

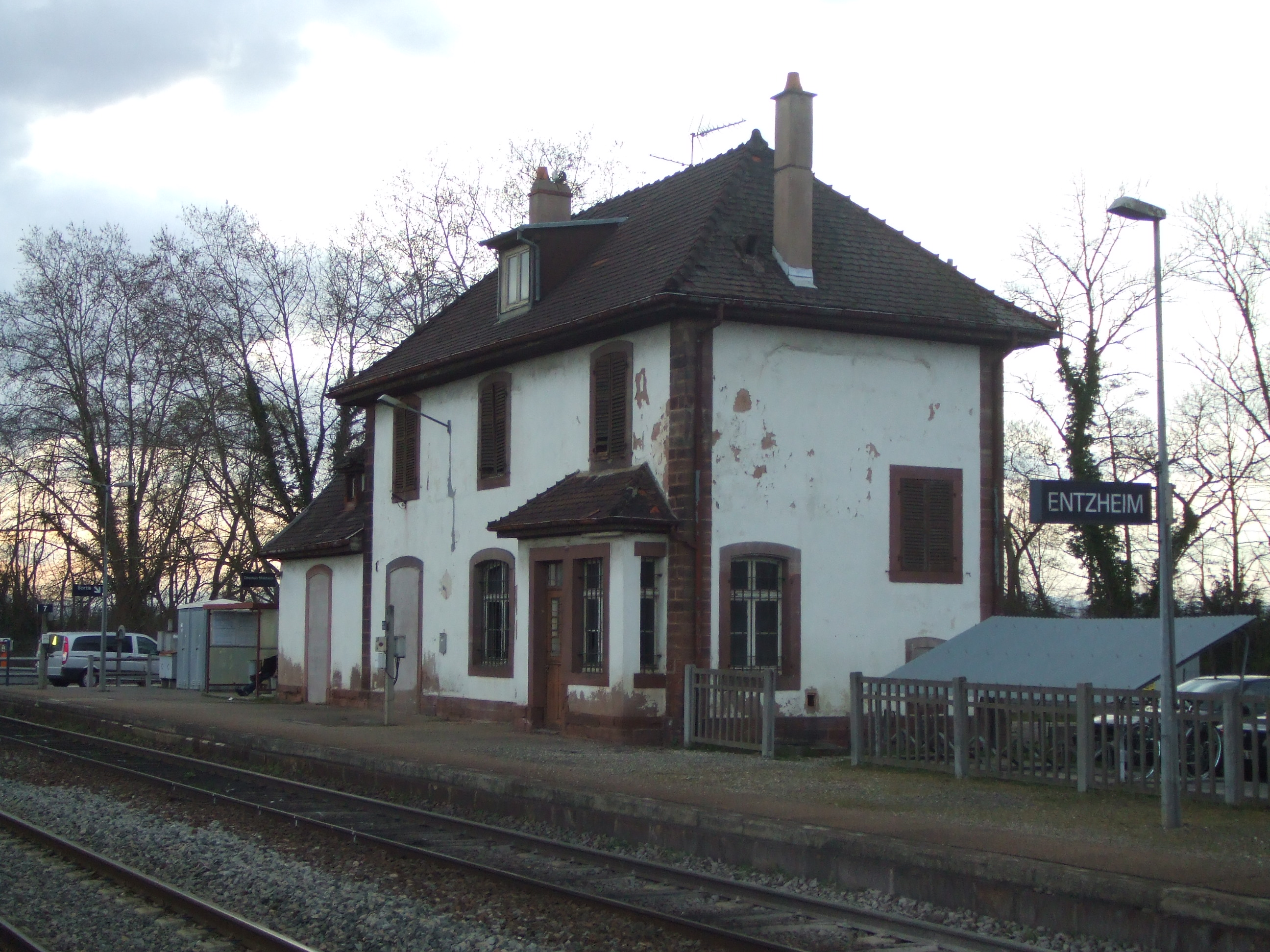
… et en 2007.

La station « d'Entzheim - Hangenbieten » est mise en service le 28 septembre 1864, par la Compagnie des chemins de fer de l'Est, lorsqu'elle ouvre à l'exploitation le chemin de fer vicinal no 1 bis de Strasbourg à Barr,,.
En 1871, la gare entre dans le réseau de la Direction générale impériale des chemins de fer d'Alsace-Lorraine (EL), à la suite de la défaite française lors de la guerre de 1870 (et le traité de Francfort qui s'ensuivit).
Le bâtiment voyageurs de 1864 était une petite structure rectangulaire à deux ouvertures complétée par une extension sur un axe transversal. Il est par la suite complètement transformé et agrandi.
Le 19 juin 1919, la gare entre dans le réseau de l'Administration des chemins de fer d'Alsace et de Lorraine (AL), à la suite de la victoire française lors de la Première Guerre mondiale. Puis, le 1er janvier 1938, cette administration d'État forme avec les autres grandes compagnies la SNCF, qui devient concessionnaire des installations ferroviaires d'Entzheim. Cependant, après l'annexion allemande de l'Alsace-Lorraine, c'est la Deutsche Reichsbahn qui gère la gare pendant la Seconde Guerre mondiale, du 1er juillet 1940 jusqu'à la Libération (en 1944 – 1945).
Elle est fermée en 2008, lors de la mise en service de la nouvelle gare. L'ancien bâtiment voyageurs, qui se trouvait près du passage à niveau (PN no 7) de la RD 221 — dont l'odonyme au franchissement dudit PN est allée de l'Europe —, a été démoli.
Le dépôt du service des essences des armées de l'ancienne base aérienne 124 Strasbourg-Entzheim, située au sein de l'aéroport, y disposait d'un embranchement particulier.

### La nouvelle gare (2008)

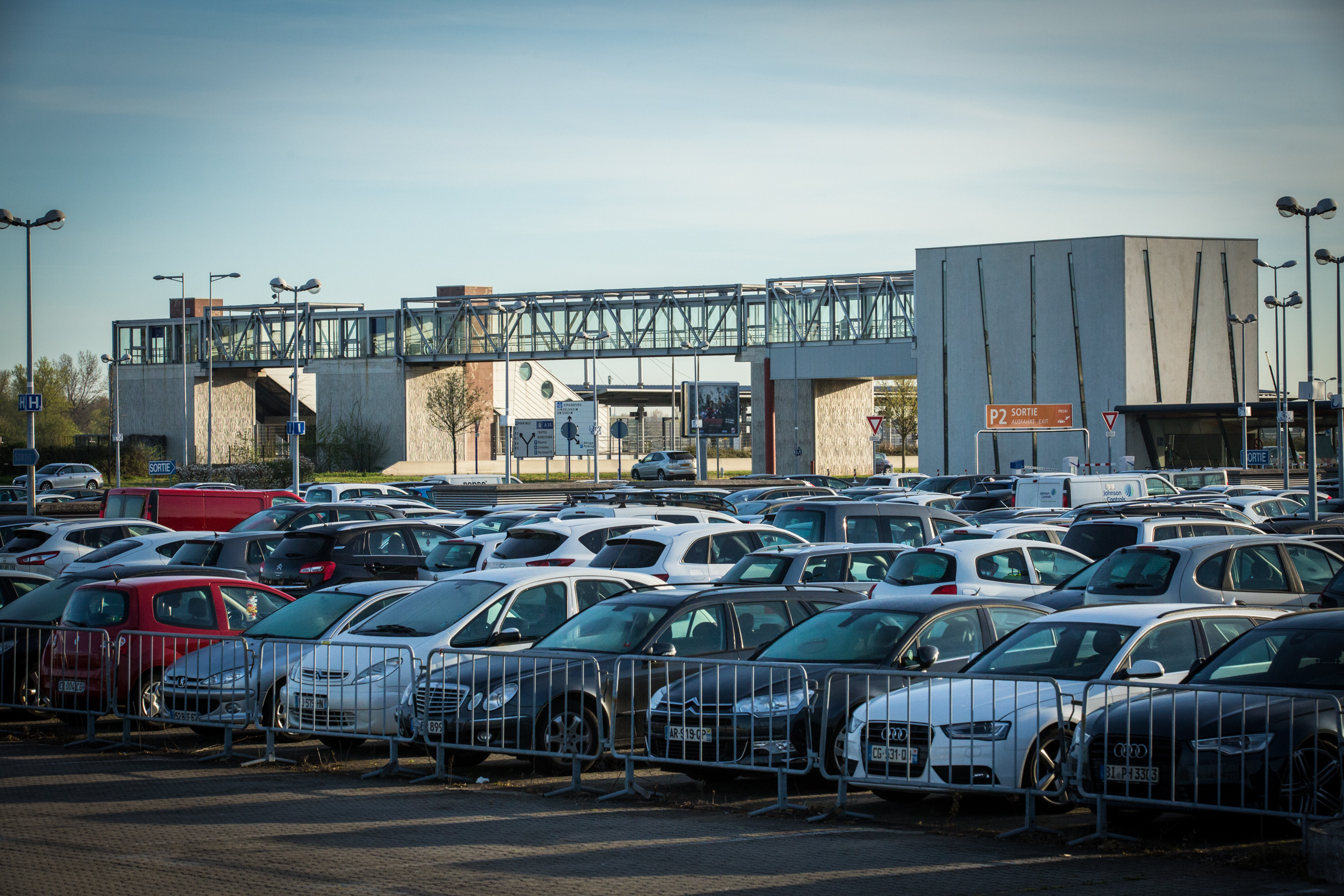
La passerelle reliant la gare à l'aéroport.

La construction d'une nouvelle gare d'Entzheim s'est inscrite dans le cadre des travaux ferroviaires de la première phase du projet de tram-train Strasbourg - Bruche - Piémont des Vosges. Cette première phase a coûté 35 millions d'euros pour la partie ferroviaire.
La nouvelle gare d'Entzheim-Aéroport est édifiée à 300 mètres de l'ancienne, en direction de Strasbourg, qui était trop éloignée de l'aéroport et jugée peu pratique par les voyageurs. Elle a été inaugurée le 14 décembre 2008 par les élus de la région Alsace. En corollaire avec son ouverture, le cadencement des trains TER Alsace reliant Strasbourg à Molsheim (et, au-delà, Saint-Dié-des-Vosges pour la ligne Strasbourg – Saint-Dié-des-Vosges, et Sélestat) a été accéléré pour atteindre le quart d'heure. La passerelle d'accès à l'aéroport a été posée le 24 juin 2008 à 21 h 30, en présence desdits élus et d'Adrien Zeller, président du conseil régional. La passerelle est de structure métallique, d'un seul bloc d'une longueur de 9 mètres, pesant 8 tonnes. Pour ne pas perturber le trafic, les services techniques ont travaillé la nuit, de 21 h 30 à 4 h. Les travaux de la passerelle ont été gérés par l'entreprise GTM de Mundolsheim, et FLM Lorraine de Florange.
En 2012, la gare a une moyenne de 484 montées-descentes par jour de semaine.
Quatre trains par heure et par sens circulent de 5 h 30 à 19 h 30, en semaine. Cette desserte remplace la navette routière de la Compagnie des transports strasbourgeois, qui rejoignait auparavant la station de tram Baggersee. Le projet de tram-train (ainsi préfiguré) est cependant abandonné en 2013 en raison du coût, jugé trop important, de la création d'un tunnel sous la gare de Strasbourg.
En 2014, c'est une gare voyageurs d'intérêt régional (catégorie B : la fréquentation est supérieure ou égale à 100 000 voyageurs par an, de 2010 à 2011). L'année suivante, la SNCF estime la fréquentation de la gare à 342 468 voyageurs.

## Fréquentation
De 2015 à 2024, selon les estimations de la SNCF, la fréquentation annuelle de la gare s'élève aux nombres indiqués dans le tableau ci-dessous.
| Année                      | 2015    | 2016    | 2017    | 2018    | 2019    | 2020    | 2021    | 2022    | 2023    | 2024    |
| -------------------------- | ------- | ------- | ------- | ------- | ------- | ------- | ------- | ------- | ------- | ------- |
| Voyageurs                  | 347 033 | 344 805 | 348 098 | 343 863 | 374 862 | 186 037 | 229 099 | 335 219 | 368 262 | 430 494 |
| Voyageurs et non voyageurs | 433 791 | 431 006 | 435 123 | 429 828 | 468 577 | 232 547 | 286 373 | 419 024 | 460 328 | 538 117 |

## Service des voyageurs

### Accueil

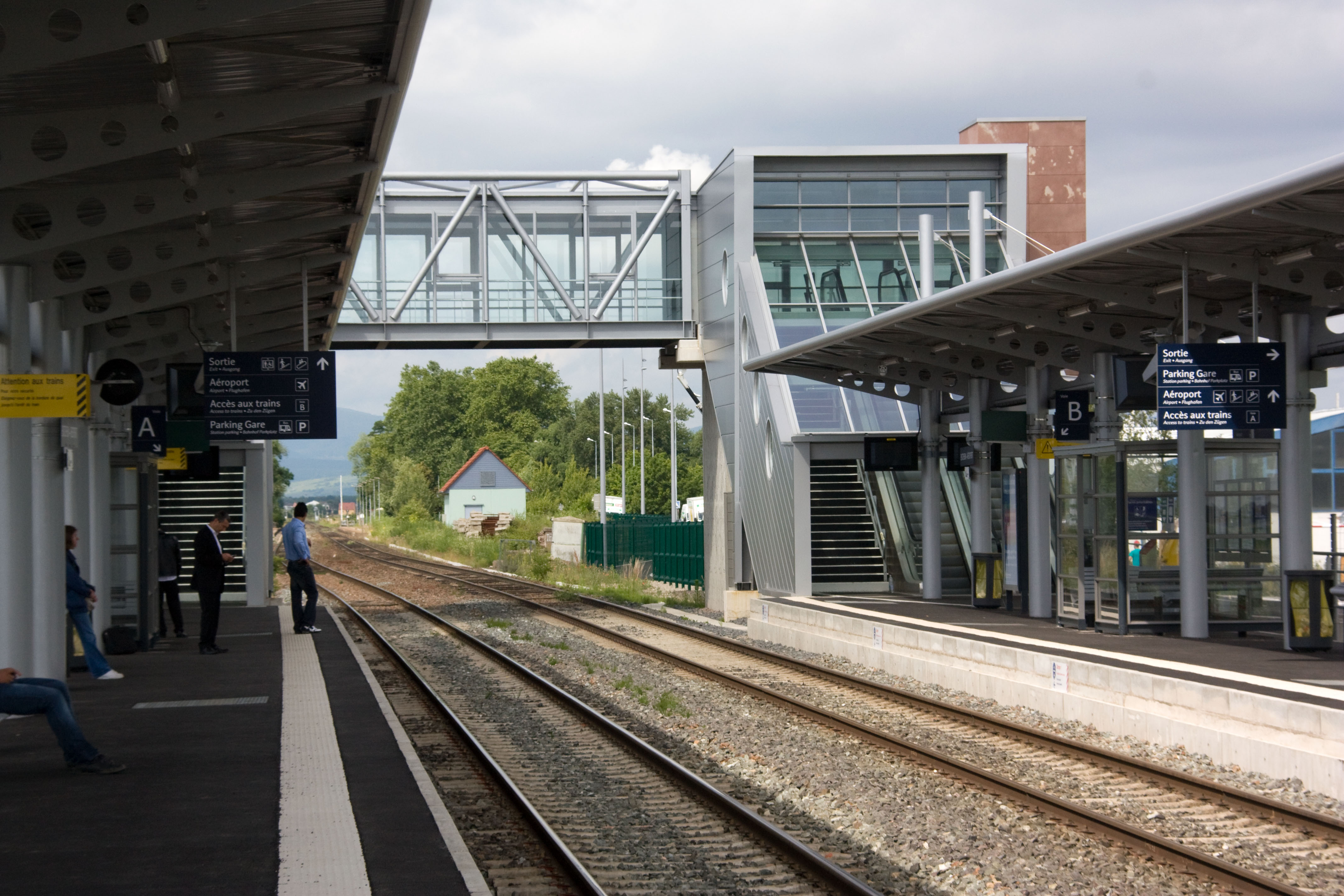
Les quais, et la passerelle permettant la traversée des voies.

Halte de la SNCF, c'est un point d'arrêt non géré (PANG) à accès libre. Le service TER fonctionne de 5 h 30 à 22 h. Elle est équipée d'écrans d'affichage LCD, et d'automates pour l'achat de titres de transport TER. Elle dispose de deux quais couverts, avec un abri sur chacun. Des aménagements et équipements permettent son utilisation par les personnes à la mobilité réduite.
Une passerelle accessible par des escaliers mécaniques et des ascenseurs permet le passage d'un quai à l'autre, ainsi que l'accès à l'aérogare.

### Desserte
Entzheim-Aéroport est desservie par des trains express régionaux du réseau TER Grand Est, sur les relations :
- Strasbourg – Entzheim-Aéroport – Molsheim (ligne 18) ;
- Strasbourg – Saales – Saint-Dié-des-Vosges (ligne 08) ;
- Strasbourg – Obernai – Sélestat (ligne 07).

### Intermodalité
Un parc pour les vélos (25 places sécurisées) et un parking pour les véhicules sont aménagés à ses abords. Le parking d'échanges peut accueillir des autocars et des voitures. 171 places ont été prévues.
Le centre-ville de Strasbourg est relié à la gare en moins de dix minutes ; une passerelle permet ensuite d'accéder à l'aéroport. Un nouveau tarif tram + TER a également été mis en place ; le tarif est de 4,10 €[Quand ?]. Ce titre de transport est valable de l'aéroport à la gare de Strasbourg, avec correspondance avec le réseau de tramway. Le trafic de la gare est en hausse depuis la mise en place de ce tarif attractif[réf. nécessaire].
Par ailleurs, les lignes de bus 42, 43 et 44, ainsi que le transport à la demande zonal Flex'hop, du réseau de la Compagnie des transports strasbourgeois, desservent le site de la gare.

## Galerie de photographies

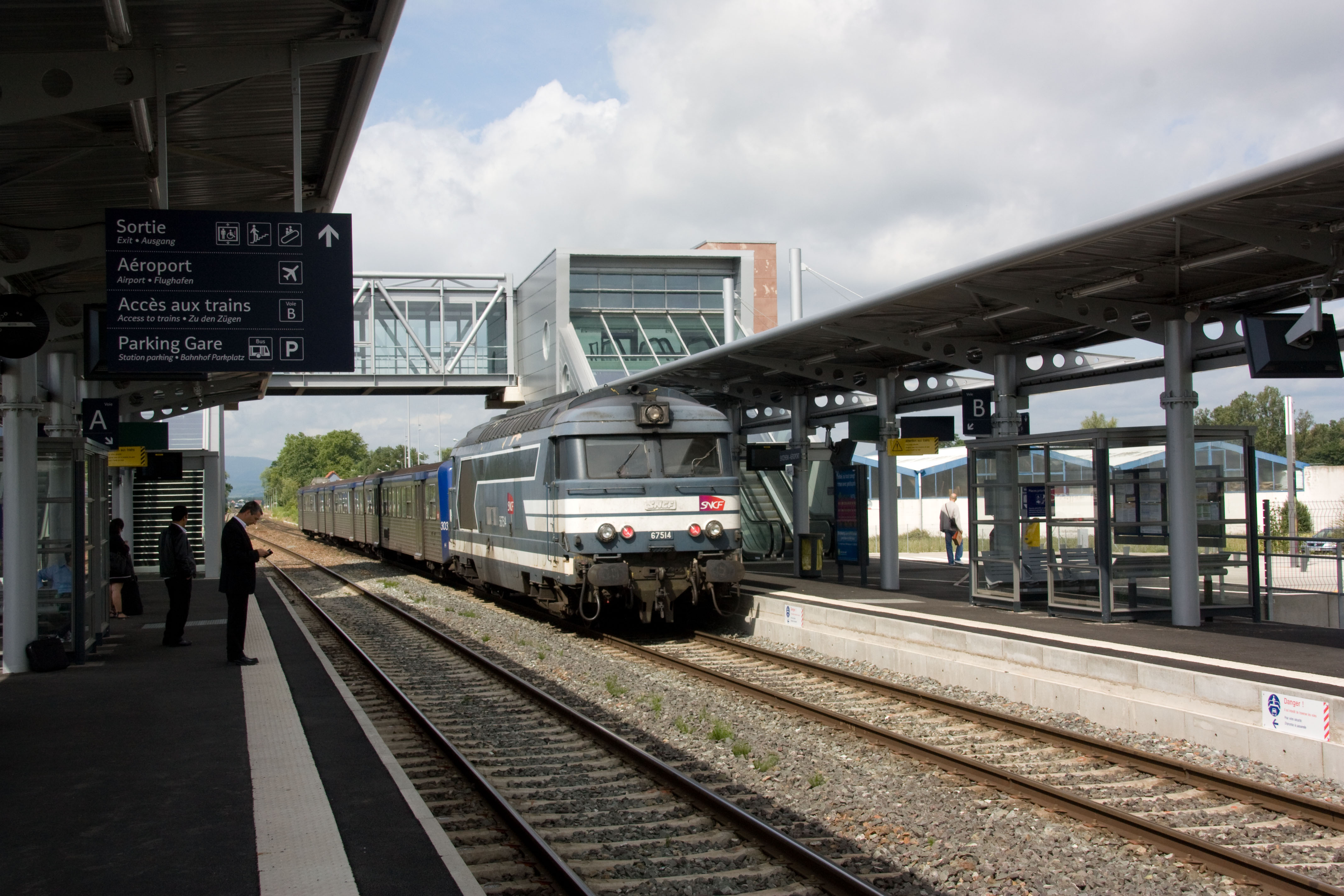
Une RRR poussée par la BB 67514, en direction de Molsheim.
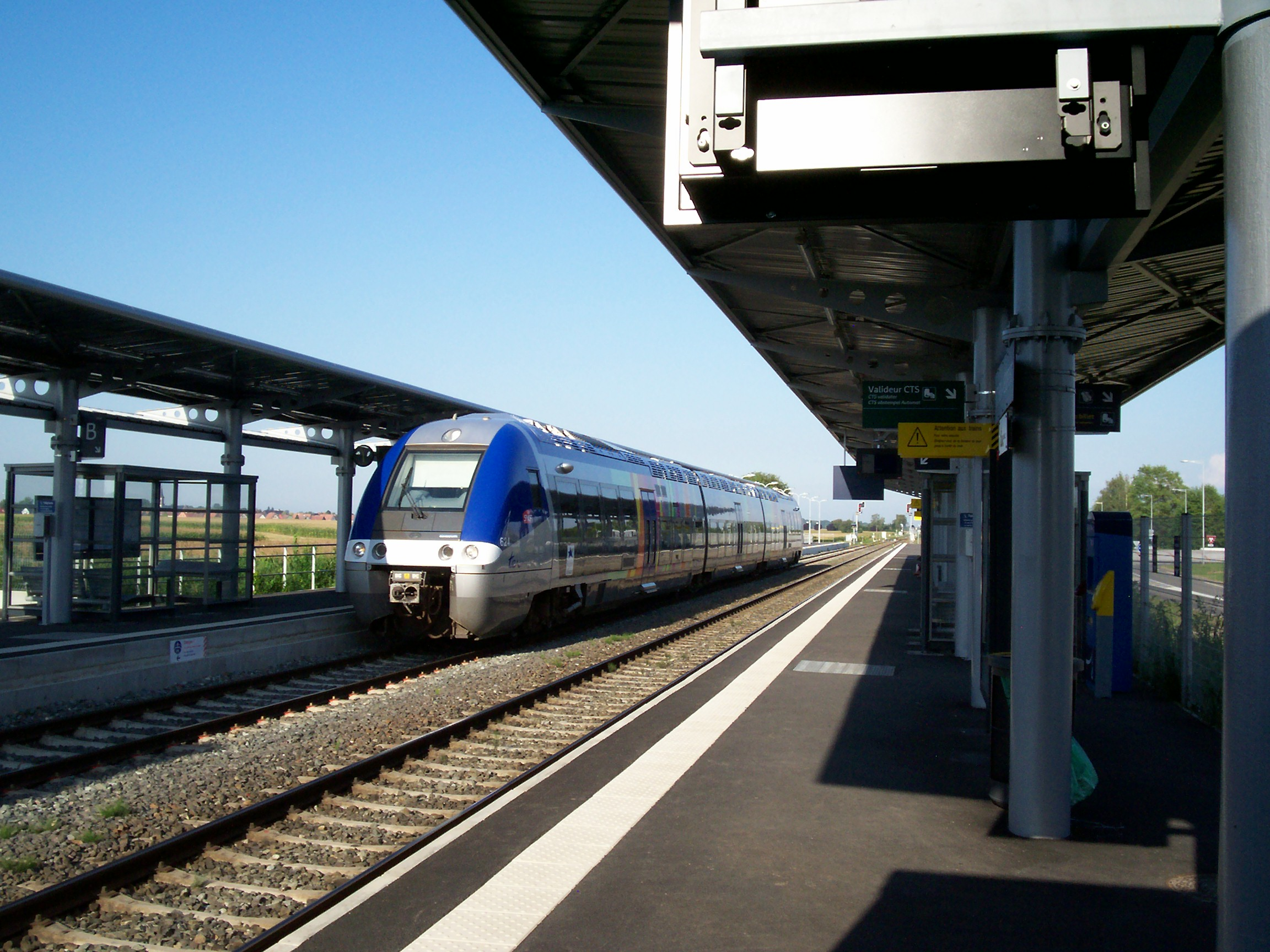
Un TER en direction de Saint-Dié, marquant l'arrêt.
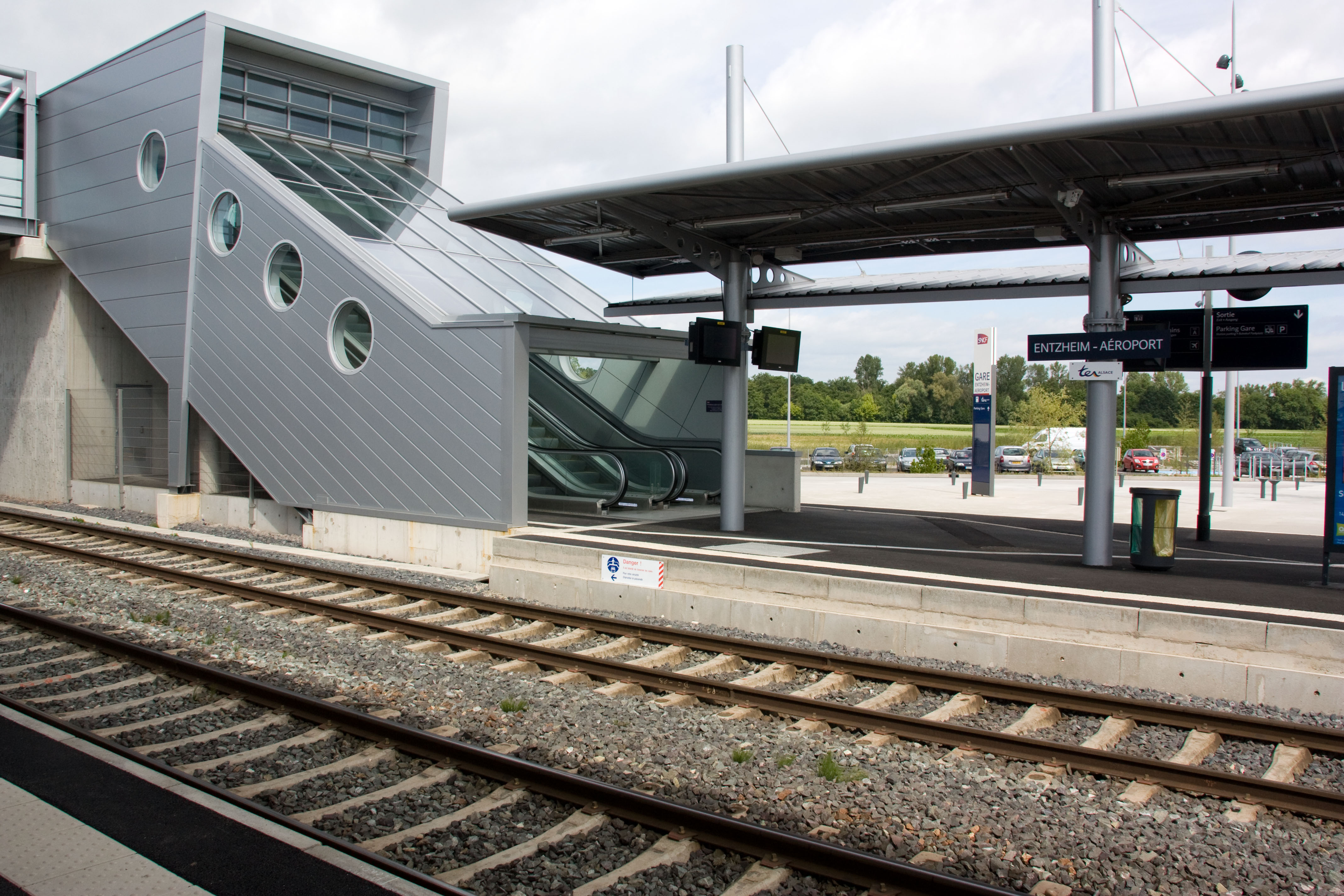
Accès à la passerelle, depuis le quai B.
La passerelle pour rejoindre l'aéroport.